# Heroin (gruppo musicale)
Gli Heroin sono stati una band hardcore punk/emo degli anni novanta.

## Storia
La band fu uno dei più importanti e caratteristici esempi del sottogenere screamo e della prima fase dell'emo correlata all'hardcore punk. Gli Heroin hanno pubblicato nella loro carriera diversi EP, fino allo scioglimento della band. Successivamente, il materiale fu riunito e pubblicato con l'album Heroin nel 1997.
I membri della band sono poi andati a formare dei progetti separati, collaborando e formando altre gruppi come i Rice, gli Antioch Arrow, Holy Molar e Spacehorse.

## Formazione
- Matt Anderson - Vocals
- Aaron Montaigne - Drums
- Scott Bartoloni - Guitar
- Ron Johnson - Bass
- Ron Avila - Guitar

## Discografia parziale

### EP
- 1991 - All about Heroin
- 1992 - Heroin

### Compilation
- 1997 - Heroin